# George L. Mabry Jr.

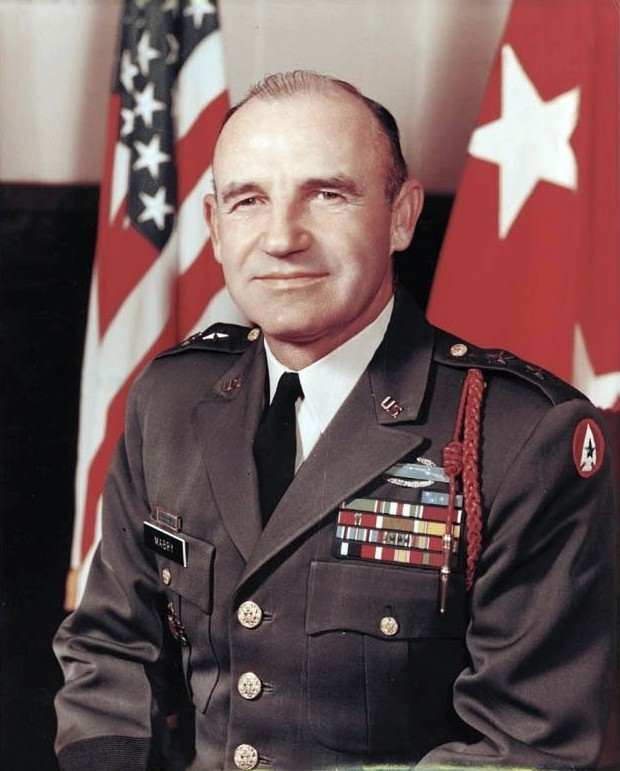
George L. Mabry Jr.

George Lafayette Mabry Jr.  (* 14. September 1917 in Sumter, Sumter County, South Carolina; † 13. Juli 1990 in Columbia, South Carolina) war ein Generalmajor der United States Army. Er war unter anderem Kommandeur der 8. Infanteriedivision.
Mabry besuchte die öffentlichen Schulen seiner Heimat einschließlich der High School. Über das ROTC-Programm des Presbyterian Colleges in Clinton in South Carolina gelangte er im Jahr 1940 in das Offizierskorps des US-Heeres. In der Armee durchlief er anschließend alle Offiziersränge vom Leutnant bis zum Zwei-Sterne-General.
Im Lauf seiner militärischen Karriere absolvierte er verschiedene Kurse und Schulungen. Dazu gehörten unter anderem der Infantry Officers' Advanced Course in Fort Benning, dem heutigen Fort Moore, in Georgia, das Command and General Staff College in Fort Leavenworth in Kansas, das Armed Forces Staff College und das National War College.
Während des Zweiten Weltkriegs war er auf dem europäischen Kriegsschauplatz eingesetzt. Er diente in der 4. Infanteriedivision und war mit dieser im Juni 1944 als Kompaniechef an der Alliierten Landung in der Normandie beteiligt. In der Folge gehörte er zu den Einheiten die Frankreich befreiten und in Richtung Deutschland vorrückten. Dabei war er mit seiner Kompanie und später als Bataillonskommandeur immer wieder in Gefechte verwickelt. Bei der Schlacht im Hürtgenwald zeichnete er sich durch besondere Tapferkeit aus, wofür er mit der Medal of Honor ausgezeichnet. Später kritisierte er die amerikanische Heeresführung im Zusammenhang mit den militärischen Ereignissen in jenen Tagen in Nordwesteuropa. Er warf der Führung vor ohne ausreichende Geheimdienstinformationen erschöpfte Truppen eingesetzt zu haben.
Nach dem Krieg setzte Mabry seine Offizierslaufbahn in verschiedenen Funktionen und Standorten fort. Nach seinem erfolgreichen Studium an der Infantry School wo er den Infantry Officers' Advanced Course besuchte, war er für einige Zeit Dozent an dieser Schule. Anfang der 1950er Jahre war Mabry am Panamakanal stationiert, wo er ein Bataillon des 33. Infanterieregiments kommandierte. Später war er Stabsoffizier in diesem Regiment. Im Jahr 1952 wurde er Stabsoffizier in der Abteilung für Operationen (G3) im Hauptquartier der U.S. Army Forces Caribbean, das ebenfalls in der Panamakanalzone ansässig war. Damals war er an der Gründung eines Ausbildungslagers für militärische Dschungeleinsätze (Army's Jungle Warfare Training Center) beteiligt.
Im weiteren Verlauf der 1950er Jahre war er Stabsoffizier beim Continental Army Command. Dann kommandierte er in Südkorea das 31. Infanterieregiment. Danach war er Stabsoffizier beim 1. Korps, wo er die Stabsabteilung G3 leitete. Im Jahr 1957 kommandierte er für kurze Zeit das Third Training Regiment in Fort Jackson. Daran schloss sich bis 1958 sein Studium am National War College an. Es folgten zwei Verwendungen im Stab des Chief of Staff of the Army und der Joint Chiefs of Staff. Im Jahr 1962 kehrte er zum Panamakanal zurück, wo er die Stabsabteilung J-3 (Operationen) im amerikanischen Hauptquartier leitete. Im Jahr 1964 forderte er eine Truppenverstärkung zur Niederschlagung von Unruhen an, die aber aufgrund der friedlichen Wendung der Angelegenheit nicht mehr benötigt wurden. Es folgte eine Versetzung zum damaligen Fort Hood, dem heutigen Fort Cavazos, in Texas, wo er Stabsoffizier bei der 1. Panzerdivision war.
George Mabry war im weiteren Verlauf der 1960er Jahre zwei Mal im Vietnamkrieg eingesetzt. Bei seinem ersten Einsatz im Jahr 1966 leitete er eine Untersuchungseinheit, die mit der Bewertung der amerikanischen Kampfeinsätze beauftragt war. Die Ergebnisse wurden später in einem neunbändigen Bericht veröffentlicht. Bei seinem zweiten Vietnameinsatz in den Jahren 1969 und 1970 war er Stabschef im Hauptquartier der amerikanischen Armeeeinheiten in Indochina. In diese Zeit fiel ein Aufsehen erregender Mordfall in den die Green Berets verwickelt waren und in den auch Mabry hingezogen wurde. Zwischen seinen beiden Vietnameinsätzen lag unter anderem seine Zeit als Kommandeur der in Bad Kreuznach stationierten 8. Infanteriedivision. Dieses Kommando bekleidete er zwischen Juni 1968 und Februar 1969.
Zwischen 1970 und 1974 war Mabry wieder am Panamakanal stationiert, wo er den Heeresteil des United States Southern Commands befehligte. Das ist aber nicht identisch mit dem Oberkommandierenden des Verbands, der ein Vier-Sterne-General bzw. Admiral einer der Teilstreitkräfte des amerikanischen Militärs ist und auch damals schon war. Mabrys letztes Kommando führte ihn nach Fort Sheridan in Illinois, wo er den dortigen Militärstandort und die U.S. Army Readiness Region V kommandierte. Im Jahr 1975 schied er aus dem aktiven Militärdienst aus.
George Mabry verbrachte seinen Lebensabend in Columbia in South Carolina, wo er sich am gesellschaftlichen Leben beteiligte. Er engagierte sich besonders für Jugendgruppen und Veteranenangelegenheiten. Er starb am 13. Juli 1990 in einem Krankenhaus in Columbia an den Folgen einer Krebserkrankung und wurde auf dem Friedhof der Church of the Holy Cross in Stateburg (South Carolina) beigesetzt.

## Orden und Auszeichnungen
George Mabry erhielt im Lauf seiner militärischen Laufbahn unter anderem folgende Auszeichnungen:
- Medal of Honor
- Distinguished Service Cross
- Army Distinguished Service Medal
- Silver Star
- Legion of Merit
- Bronze Star Medal
- World War II Victory Medal
- Purple Heart
- American Defense Service Medal
- American Campaign Medal
- European-African-Middle Eastern Campaign Medal
- Army of Occupation Medal
- National Defense Service Medal
- Vietnam Service Medal
- Korea Defense Service Medal
- Distinguished Service Order (Großbritannien)
- Gallantry Cross (Südvietnam)
- Vietnam Campaign Medal (Südvietnam)